# August Everding
August Everding (ur. 31 października 1928 w Bottrop, zm. 26 stycznia 1999 w Monachium) – niemiecki reżyser operowy.

## Życiorys
Studiował filozofię, teologię, filologię germańską i teatrologię na uniwersytetach w Bonn i Monachium. Od 1959 roku był reżyserem monachijskiego teatru Kammerspiele, w latach 1963–1973 pełnił funkcję jego dyrektora. Od 1973 do 1977 roku pełnił, jako następca Rolfa Liebermanna, funkcję dyrektora opery w Hamburgu. W latach 1977–1982 był dyrektorem Bayerische Staatsoper w Monachium, następnie od 1982 do 1993 roku generalnym intendentem monachijskich teatrów miejskich. Był współzałożycielem i pierwszym dyrektorem powołanej w 1993 roku Bayerische Theaterakademie.
Jego debiutem reżyserskim była inscenizacja Traviaty w Monachium w 1958 roku. Od 1968 roku działał jako reżyser na festiwalu w Bayreuth, gdzie wyreżyserował Holendra tułacza, Tristana i Izoldę, Parsifala i Śpiewaków norymberskich. Reżyserował także spektakle m.in. w Covent Garden Theatre, Metropolitan Opera, w teatrach operowych w Chicago i San Francisco. W 1979 roku wyreżyserował w Stuttgarcie pierwszą europejską inscenizację Raju utraconego Krzysztofa Pendereckiego.
Opublikował prace Mir ist die Ehre widerfahren: An-Reden, Mit-Reden, Aus-Reden, Zu-Reden (Monachium 1985), Wenn für Romeo der letzte Vorhang fällt: Theater, Musik, Musiktheater: Zur aktuellen Kulturszene (Monachium 1993), Der Mann der 1000 Opern: Gespräche und Bilder (Hamburg 1998, wspólnie z A. Klugem).